# نارانپاناوه اگوداگامدا
نارانپاناوه اگوداگامدا (به لاتین: Naranpanawe Egodagammedda) یک منطقهٔ مسکونی در سری‌لانکا است که در استان مرکزی (سری‌لانکا) واقع شده‌است.